# Hedi Höpfner
Hedi Höpfner (* 25. Mai 1910 in Berlin; † 24. August 1988 in Hamburg) war eine deutsche Tänzerin, Schauspielerin und Schauspiellehrerin.

## Leben

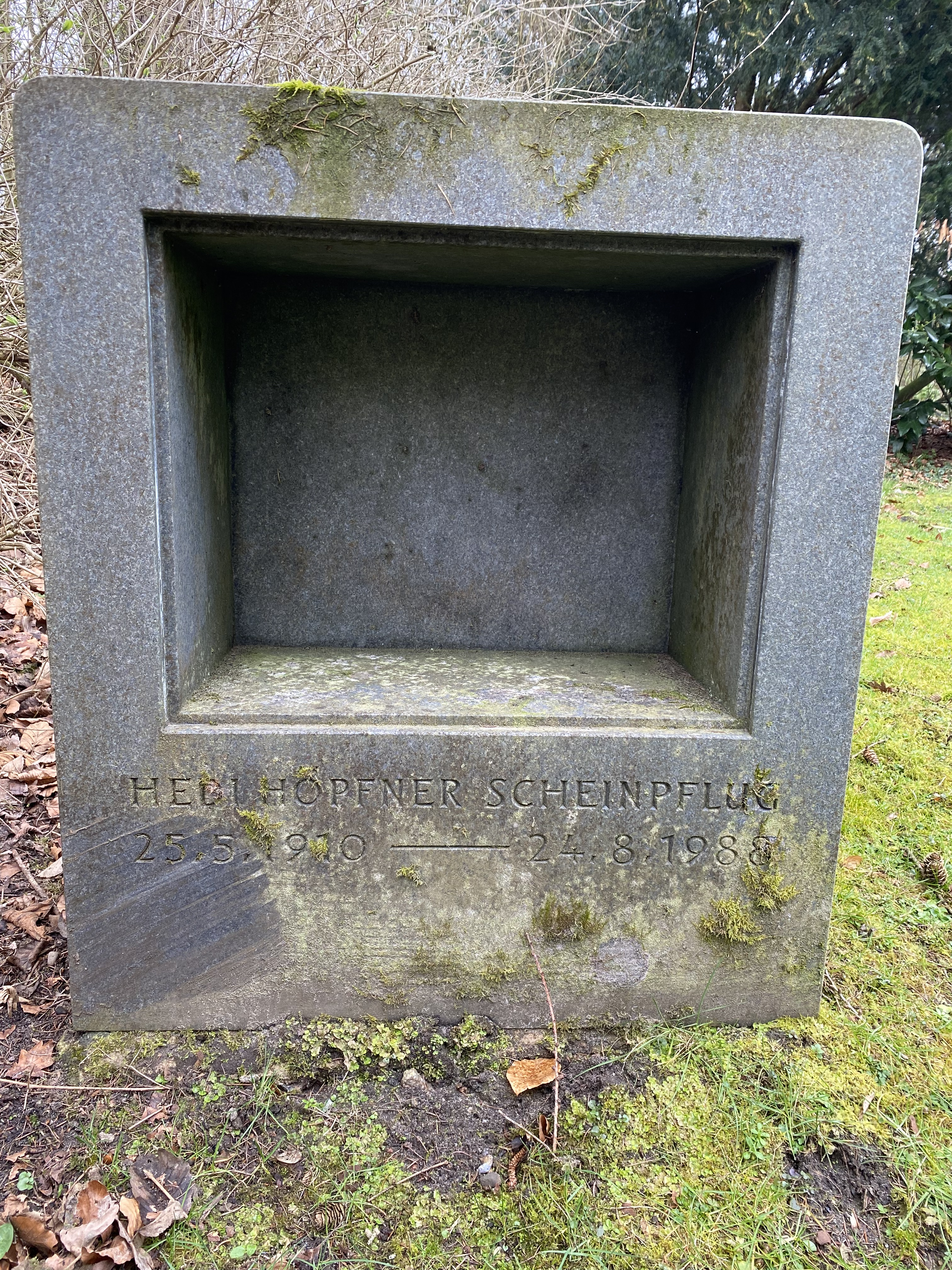
Grabstätte auf dem Friedhof Wohldorf

Hedi Höpfner absolvierte eine Tanzausbildung an der Städtischen Oper in Berlin und trat – wie auch später meistens – zusammen mit ihrer jüngeren Schwester Margot Höpfner in dem Stummfilm Kindertränen auf.
1928 erhielten die Geschwister Höpfner einen Nachwuchspreis für ihre Auftritte im Kabarett der Komiker. Obwohl Hedi Höpfner hauptsächlich Theater spielte, wirkte sie in den 1930ern auch in mehreren Ufa-Filmproduktionen mit, vornehmlich in Tanzrollen, darunter auch in dem Hans-Albers-Film Münchhausen. Jedoch fielen unter anderem die Szenen mit ihr nach der Premiere der Zensur zum Opfer.
Ende der 1950er Jahre beendete Hedi Höpfner die Zusammenarbeit mit ihrer Schwester und eröffnete in Hamburg eine Schauspielschule, das Bühnenstudio Hedi Höpfner. Ihre bekannteren Schüler waren u. a. Klaus J. Behrendt, Thomas Fritsch, Maria Happel, Maja Maranow und Christoph M. Ohrt.
Hedi Höpfner verstarb 78-jährig in Hamburg und wurde auf dem dortigen Friedhof Wohldorf beigesetzt.

## Filmografie
- Fronttheater (1942)
- Revolutionshochzeit (1938)
- Es leuchten die Sterne (1938)
- Capriccio (1938)
- Der Trichter (1938)
- Truxa (1936/7)
- Flitterwochen (1936)
- Mach’ mich glücklich (1935)
- Kirschen in Nachbars Garten (1935)
- Die Czardasfürstin (1934)